# Douchy (Aisne)
Douchy ist eine französische Gemeinde mit 159 Einwohnern (Stand 1. Januar 2022) im Département Aisne in der Region Hauts-de-France (vor 2016 Picardie). Sie gehört zum Arrondissement Saint-Quentin, zum Kanton Saint-Quentin-1 und zum Gemeindeverband Pays du Vermandois.

## Geografie
Die Gemeinde Douchy liegt 13 Kilometer westsüdwestlich von Saint-Quentin. Im 5,05 km² großen Gemeindegebiet von Douchy gibt es keine Fließgewässer und keine Seen, was am kalkhaltigen 'Untergrund liegt. Nachbargemeinden von Douchy sind Germaine im Norden, Fluquières im Osten, Tugny-et-Pont im Südosten, Bray-Saint-Christophe und Aubigny-aux-Kaisnes im Süden, Villers-Saint-Christophe im Südwesten sowie Foreste im Westen.

## Bevölkerungsentwicklung
| Jahr                       | 1962 | 1968 | 1975 | 1982 | 1990 | 1999 | 2006 | 2013 | 2021 |
| Einwohner                  | 208  | 193  | 184  | 147  | 152  | 150  | 144  | 153  | 165  |
| Quellen: Cassini und INSEE |      |      |      |      |      |      |      |      |      |

## Sehenswürdigkeiten

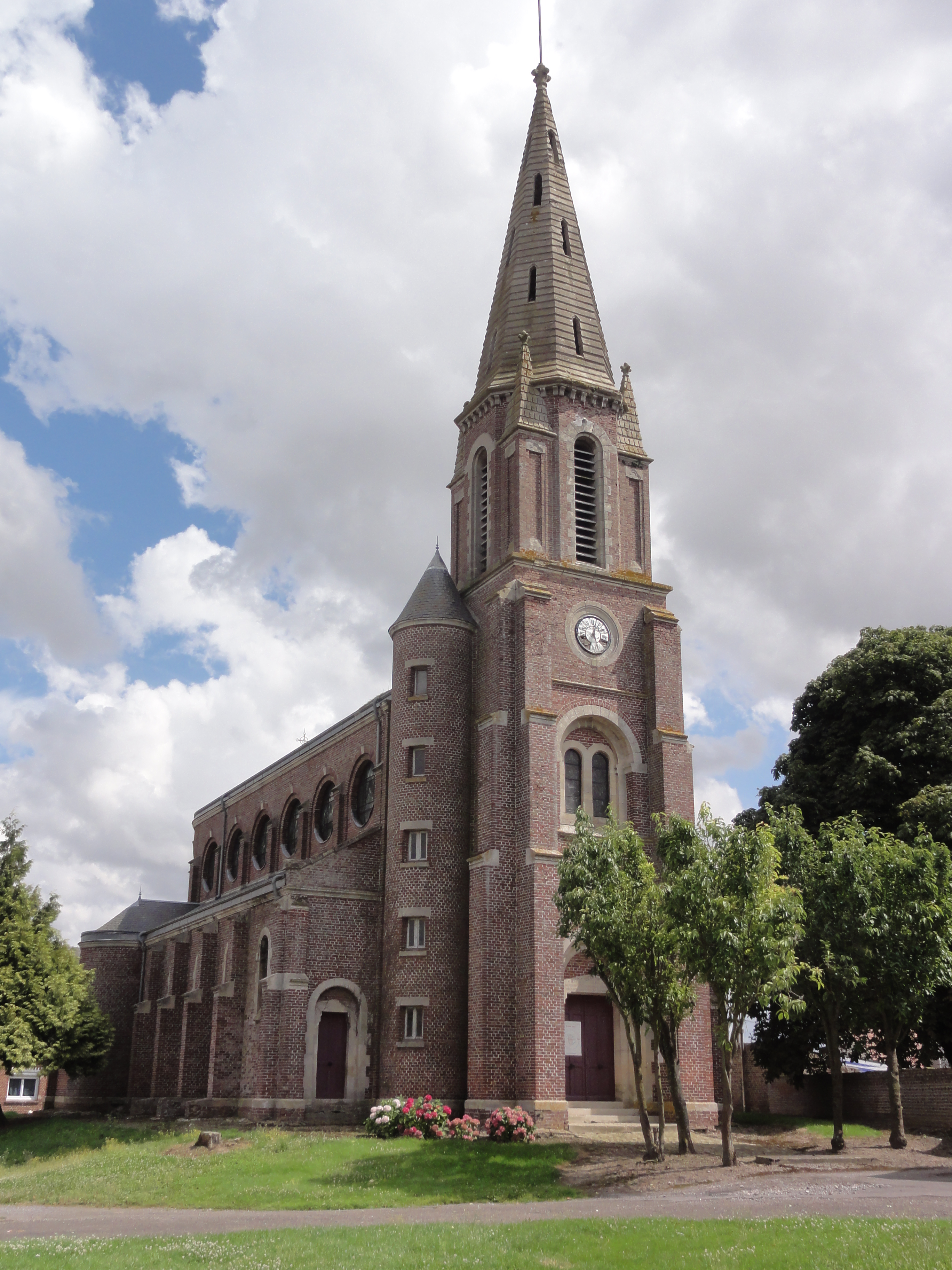
Kirche Saint-Laurent
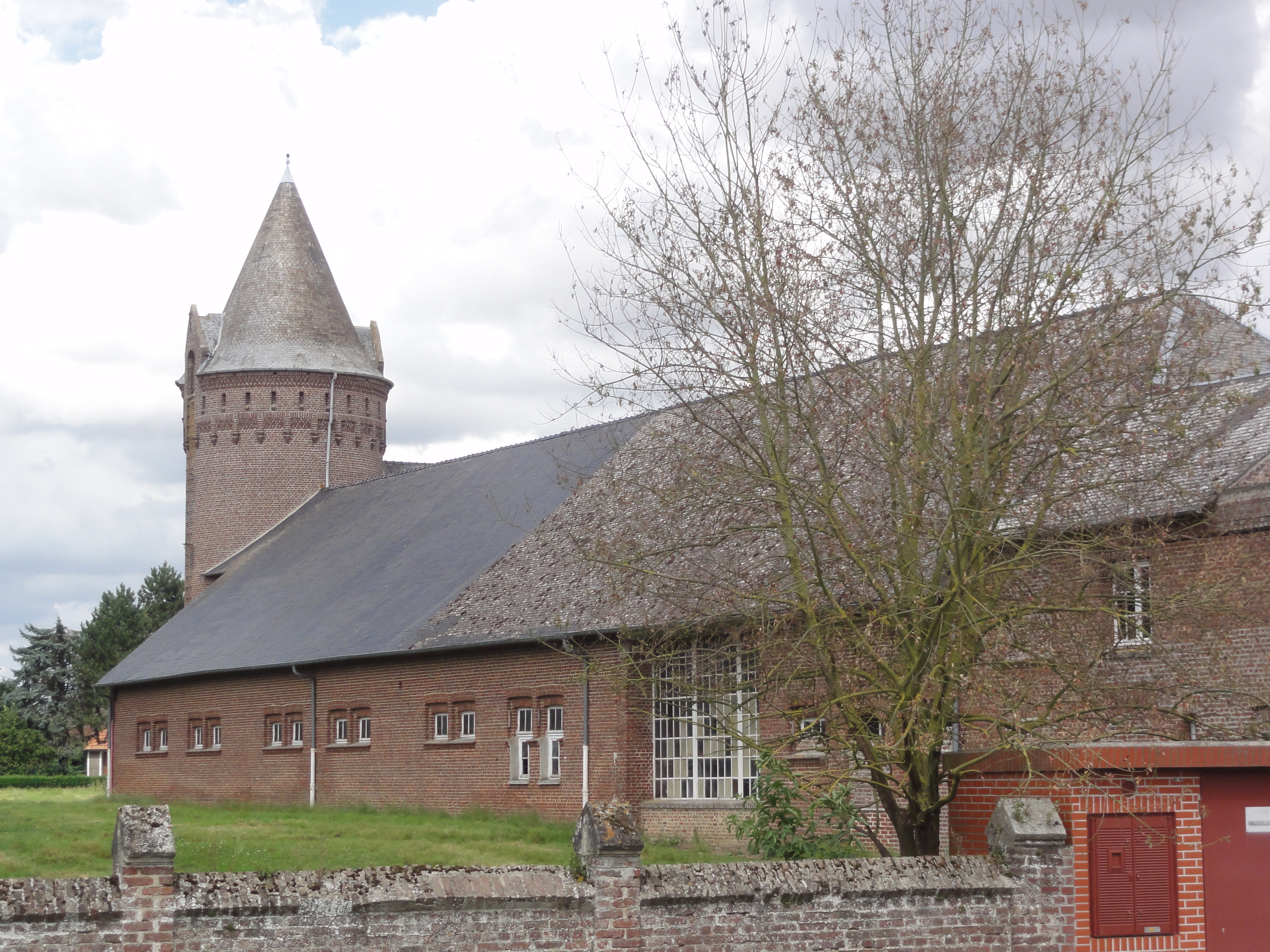
Herrenhaus
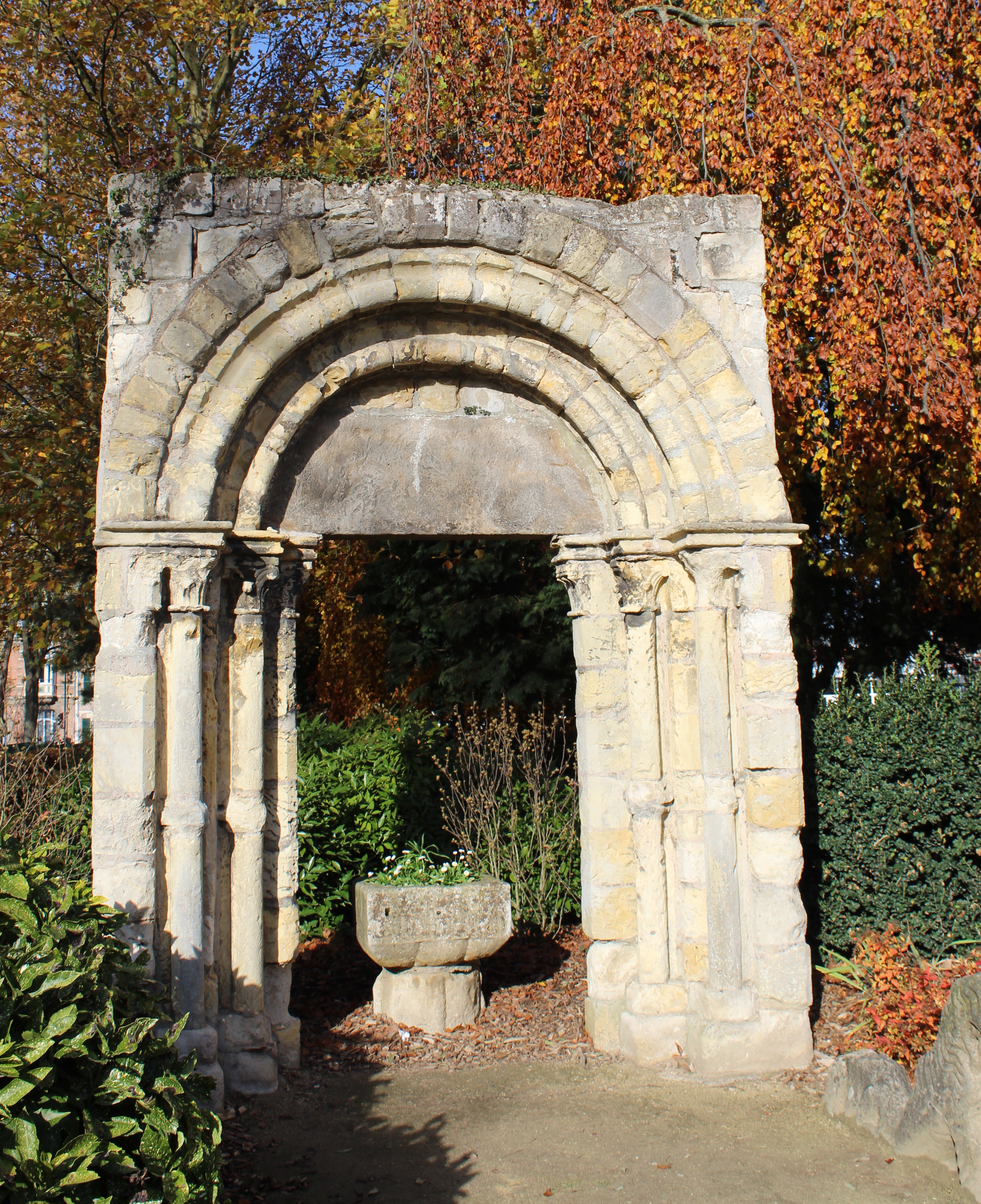
Reste des Portals einer ehemaligen Kirche aus dem 12. Jahrhundert
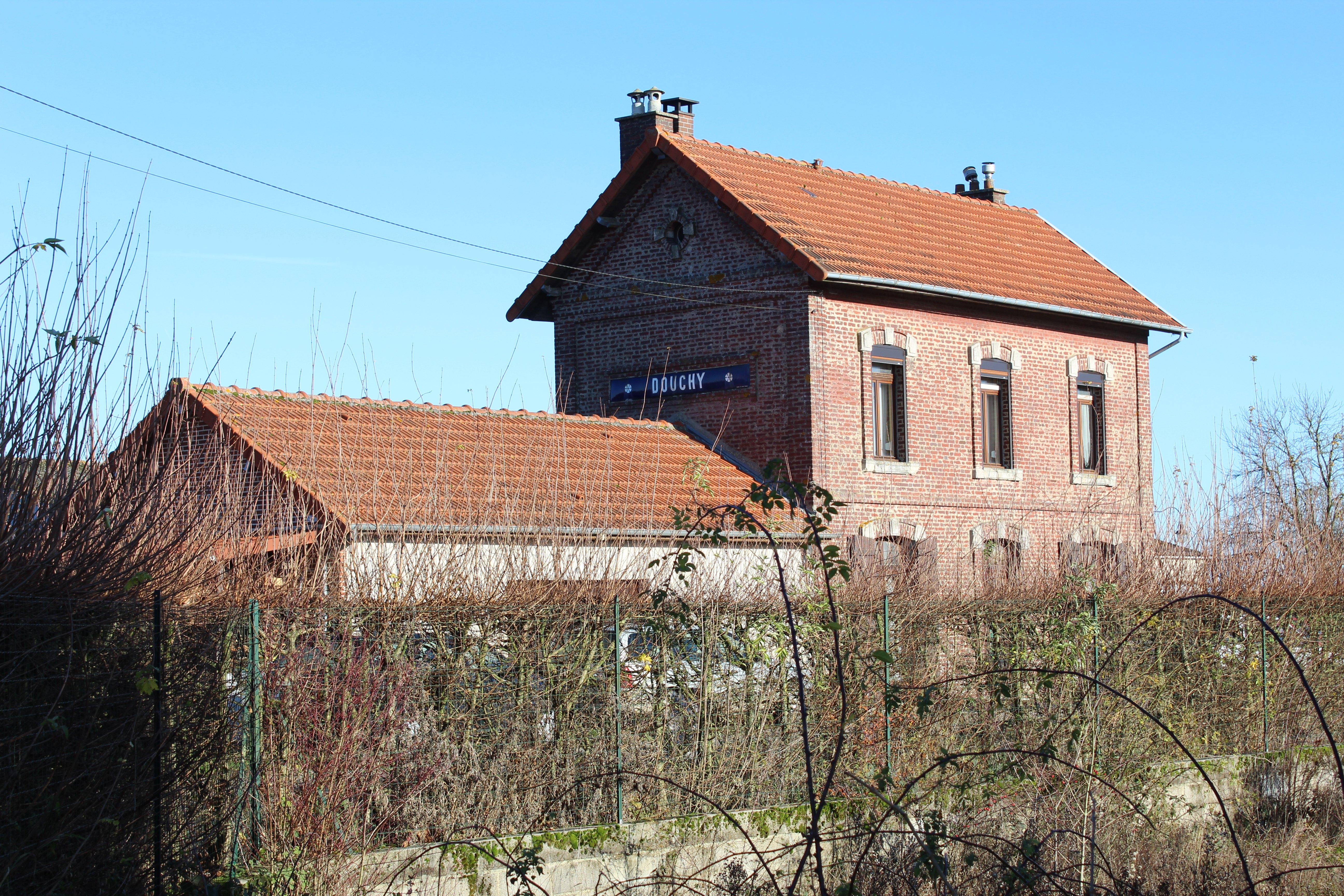
Ehemaliger Bahnhof
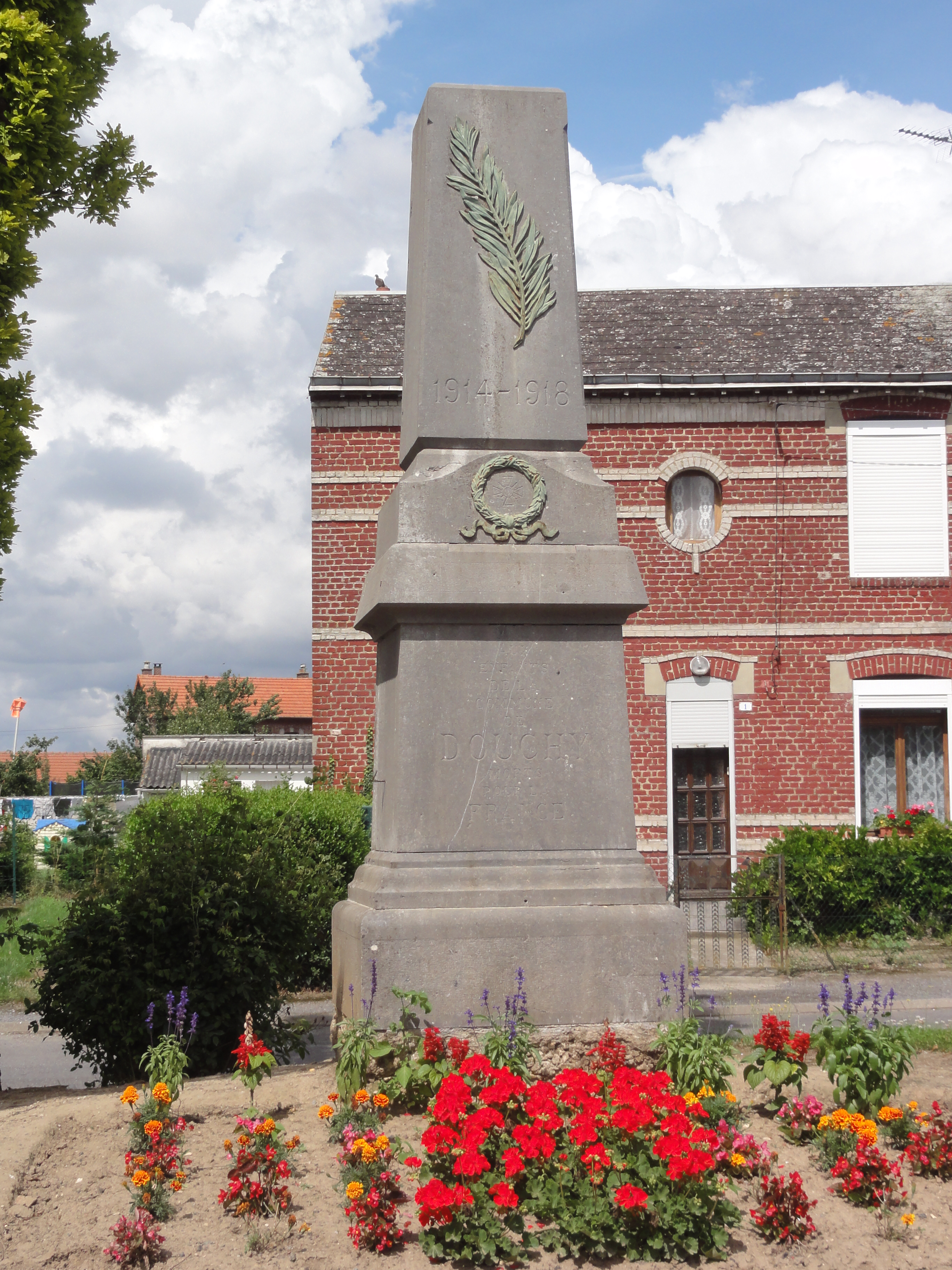
Gefallenendenkmal

- Kirche Saint-Laurent
- Herrenhaus
- Reste des Portals einer ehemaligen Kirche aus dem 12. Jahrhundert
- Ehemaliger Bahnhof
- Gefallenendenkmal